# Pat Hennen
Pat Hennen (Phoenix, 27 de abril de 1953 - 7 de abril de 2024) fue un piloto de motociclismo profesional estadounidense, que participó en el Campeonato del Mundo de Motociclismo entre 1976 y 1978.

## Biografía
Segundo de tres hermanos que se mudaron con su familia a San Mateo (California), Hennen hizo su debut en 1968, en una competición amateur de Speedway en su ciudad de residencia y donde terminó en cuarto lugar. Al año siguiente, corrió el campeonato de California "novicios", terminando en segundo lugar.
1971 fue el año de su debut en Speed, que corrió en Laguna Seca con Suzuki 250 que le ofreció Ron Grant, piloto oficial Suzuki. El sexto lugar en la carrera lo convenció de dedicarse a tiempo completo a las carreras sobre asfalto. Después de un 1972 caracterizado por la escasa fiabilidad de su moto (una Suzuki Titan 500), 1973 fue una temporada excelente con diez victorias para él. En su última temporada, también hizo su debut en el extranjero, compitiendo en Nueva Zelanda la  Serie Marlboro, una serie de carreras fuera del Campeonato del Mundo reservadas para 750.
En 1974, el piloto californiano logró buenos resultados: ganador de la 100 Millas de Daytona y del campeonato AMA Junior, así como de la Serie Marlboro. Estos resultados le permitieron obtener la licencia de "Experto" y convertirse en un piloto oficial de Suzuki para la temporada 1975. En esta función, Hennen participó en el Trofeo Transatlántico de Inglaterra, apreciado enormemente en el ámbito de las carreras en Europa. Al final de la temporada, relanzó la Serie Marlboro y, con la ayuda del Suzuki y del expiloto oficial AJS Rod Coleman, pudo crear un pequeño equipo para participar en Campeonato del Mundo de Motociclismo.
El debut de Hennen en el Campeonato Mundial tuvo lugar en la GP de las Naciones de 1976 a bordo de una Suzuki RG 500). Después del buen segundo lugar en Assen detrás de Barry Sheene, el piloto de San Mateo ganó en Finlandia. Fue la primera victoria de un piloto estadounidense en el Campeonato Mundial. La temporada terminó con el tercer lugar en Nürburgring, y con el tercer lugar en la clasificación final del medio litro. Su excelente clasificación le garantizó el compromiso de California en el Team Heron-Suzuki  para 1977.
En 1977, Hennen repitió los resultados del año anterior, gracias a una victoria GP Gran Bretaña, un segundo lugar en Alemania Occidental y tres terceros lugares (Venezuela, Países Bajos y Bélgica). Esa temporada, el californiano solicitó y logró participar en la Senior TT, que terminó en el quinto lugar.
En 1978, el estadounidense volvió a estar presente en la élite, en la que era el debut de su compatriota Kenny Roberts. Hennen parecía ser uno de los principales rivales de Roberts por ganar el título en 500cc, gracias a la victoria en España y los segundos lugares en Venezuela, Francia y GP de las Naciones.
Ya que faltaba más de un mes para la disputa de GP de Países Bajos, el conductor de California participó nuevamente en el Senior TT. Después de un comienzo poco inspirador, Hennen recuperó el segundo lugar, estableciendo la vuelta récord del Mountain Circuit en 19 minutos y 53 segundos a más de 180 km/h de media, convirtiéndose en el primer piloto en dar una vuelta en menos de veinte minutos. Durante la última vuelta, en Bishop Court (justo antes del salto del puente Ballaugh), Hennen fue golpeado en la cara por un ave. El impacto lo sorprendió y le hizo perder el control de su Suzuki y fue a parar al patio de una iglesia cercana. Transportado a un hospital en coma, Hennen sobrevivió al accidente. Dado de alta, el californiano decidió regresar a los EE. UU. y retirarse de las carreras. En 2007 se unió a la AMA Motorcycle Hall of Fame.

## Resultados en el Campeonato del Mundo
Sistema de puntuación desde 1969 hasta 1987:
| Posición | 1  | 2  | 3  | 4 | 5 | 6 | 7 | 8 | 9 | 10 |
| Puntos   | 15 | 12 | 10 | 8 | 6 | 5 | 4 | 3 | 2 | 1  |

Sistema de puntuación desde 1988 hasta 1991:
| Posición | 1  | 2  | 3  | 4  | 5  | 6  | 7 | 8 | 9 | 10 | 11 | 12 | 13 | 14 | 15 |
| Puntos   | 20 | 17 | 15 | 13 | 11 | 10 | 9 | 8 | 7 | 6  | 5  | 4  | 3  | 2  | 1  |

(Carreras en negrita indica pole position; carreras en cursiva indica vuelta rápida)
| Año  | Clase | Moto   | 1       | 2       | 3       | 4       | 5      | 6     | 7       | 8      | 9       | 10    | 11    | Pts. | Pos. |
| ---- | ----- | ------ | ------- | ------- | ------- | ------- | ------ | ----- | ------- | ------ | ------- | ----- | ----- | ---- | ---- |
| 1976 | 500cc | Suzuki | FRA Ret | AUT Ret | NAT 5   | IOM -   | NED 2  | BEL 8 | SWE Ret | FIN 1  | CZE Ret | GER 3 |       | 46   | 3.º  |
| 1977 | 500cc | Suzuki | VEN 3   | AUT DNS | GER 2   | NAT Ret | FRA 10 | NED 3 | BEL 3   | SWE 10 | FIN Ret | CZE 4 | GBR 1 | 67   | 3.º  |
| 1978 | 500cc | Suzuki | VEN 2   | ESP 1   | AUT Ret | FRA 2   | NAT 2  | NED - | BEL -   | SWE -  | FIN -   | GBR - | GER - | 51   | 6.º  |